# Schlock
Pour plus de détails, voir Fiche technique et Distribution.
Schlock est un film américain réalisé par John Landis et sorti en 1973. Il s'agit du premier long métrage du réalisateur, qui se fera davantage connaître quelques années plus tard avec des films tels que Les Blues Brothers (1980), Le Loup-garou de Londres (1981) ou encore Un fauteuil pour deux (1983). Il marque aussi le début de carrière de Rick Baker, qui deviendra l'un des spécialistes du maquillage de films d'horreur et de science-fiction et remportera en 1982 le tout premier Oscar des meilleurs maquillages pour un autre film de John Landis, Le Loup-garou de Londres.

## Synopsis
Un gorille, le Schlocktropus, considéré par un scientifique comme étant le chaînon manquant, sème la panique dans une petite ville de Californie.

## Fiche technique
Sauf indication contraire, les informations mentionnées dans cette section peuvent être confirmées par la base de données cinématographiques IMDb,  présente dans la section « Liens externes ».
- Titre original : Schlock
- Titre alternatif : Banana Monster
- Titre francophone alternatif : Schlock, le tueur à la banane...!
- Réalisation et scénario : John Landis
- Musique : David Gibson
- Photographie : Robert E. Collins
- Montage : George Folsey Jr
- Maquillage : Rick Baker
- Production : Jack H. Harris et James C. O'Rourke
- Société de production : Gazotskie Productions
- Distribution : Jack H. Harris Enterprises (États-Unis), Cinépix Film Properties (Canada), Les Films du Commodore (France)
- Pays d'origine :  États-Unis
- Langue originale : anglais
- Budget : 60 000 $ (estimation)
- Format : couleur (DeLuxe) - 1.85:1 - 35 mm - son monophonique
- Genre : comédie horrifique, fantastique
- Dates de sortie[1] :
  - États-Unis : 11 avril 1973
  - France : 10 mars 1976

## Distribution
- John Landis : Schlock
- Saul Kahan (VF : Francis Lax) : le sergent Wino
- Joseph Piantadosi (VF : Roger Carel) : Professeur Shlibovitz
- Eliza Roberts : Mindy Binerman
- Harriet Medin : Mme Binerman
- Eric Allison (VF : Jacques Balutin) : Joe Putzman

## Production
Pour son premier long métrage, John Landis imagine un temps faire un film pornographique underground. Il abandonne finalement cette idée. Il parvient à recueillir environ 60 000 $ auprès de ses proches pour financer son film.
Le tournage a lieu en novembre 1971 à Chatsworth et Agoura Hills en Californie. Il ne dure que 12 jours.

## Sortie
Après le tournage, John Landis peine à trouver un distributeur. En 1972, il attire cependant l'attention de Johnny Carson, qui l'invite ensuite dans son Tonight Show, où des extraits sont présentés. Le film est finalement distribué par Jack H. Harris Enterprises. Jack H. Harris a  accepté de distribuer le film et a même ajouté 10 000 $. Il a cependant exigé que le film soit rallongé, notamment avec des images tirées de ses précédentes productions, Danger planétaire (1958) et Les Monstres de l'île en feu (1960).

## Accueil
Sur l'agrégateur américain Rotten Tomatoes, il récolte 71% d'opinions favorables pour 7 critiques et une note moyenne de 6,43⁄10. En 2018, dans une interview, Landis juge son film très négativement et le qualifie de « terrible » (en français : « horrible »).

## Sortie vidéo
Le film sort en Blu-ray le 3 juillet 2019 en France, édité par Carlotta Films. Le disque comprend une réédition 2K du film, ainsi qu'un commentaire audio de Landis et Baker, et un making of de 40 minutes.

## Commentaire
Le film fictif See You Next Wednesday, cher au réalisateur, fait sa première apparition dans ce film. Il est d'abord mentionné à deux reprises par un présentateur de télévision annonçant le film diffusé en soirée, avec à chaque fois une histoire et des acteurs différents. Plus tard, une affiche est visible dans le cinéma où se rend Schlock. Ce running gag reviendra dans la plupart des films suivants de John Landis.